# Саборни храм Преображења Господњег у Грађенику
Саборни храм Преображења Господњег је главни храм у оквиру манастира Грађеник, који се налази у селу Трнавци на јужним падинама планине Варде, у општини Рудо, Републици Српској, Босни и Херцеговини. Припада Митрополији дабробосанској Српске православне цркве.

## Историјат
Свечани чин освећења Саборног храма у новом манастиру Грађеник обављен је 9. јуна 2024. године. Освећење је извршио митрополит дабробосански Хризостом, уз саслужење више свештенослужитеља, међу којима су били архимандрит Андреј (манастир Светог Георгија на Равној Романији), протојереји-ставрофори Рајко Цвјетковић и Горан Терзић, јеромонах Роман (манастир Острог) и ђакон Василије Пајевић.
Ктитор манастира и храма је архимандрит Кипријан.

## Архитектура
Храм је грађен у традиционалном српско-византијском стилу. Има једно кубе и звоник, а унутрашњост је украшена фрескама и иконостасом. Као централни храм манастирског комплекса, намењен је за богослужења већег обима и важне литургијске прославе.

## Значење
Као ново духовно средиште источне Босне, Саборни храм Преображења Господњег има значајну улогу у животу верника. На дан храмовне славе — Преображење Господње, 19. августа — у храму се окупља велики број поклоника.